# St. German (Speyer)
St. German im Süden von Speyer ist neben dem Dom die älteste christliche Kultstätte der Stadt.

## Geschichte
Bei Ausgrabungen am Germansberg in den Jahren 1946/47 konnten die Fundamente einer merowingerzeitlichen Anlage des 7. Jahrhunderts sowie einer salierzeitlichen Klosterkirche des 11. Jahrhunderts mit Querhaus und Apsiden festgestellt werden. Es wurden zudem römische Spolien gefunden, die – ähnlich wie beim Bau des Speyerer Doms – wiederverwendet wurden und jetzt im Historischen Museum der Pfalz zu sehen sind.
Das dem Heiligen Germanus von Paris geweihte Kloster bestand bis 1468, als sich die Mönche für einen sichereren Standort innerhalb der Stadtmauern entschieden und das Stift an die St.-Moritz-Pfarrkirche verlegt wurde. Kirche und Kloster, die nach dem Umzug zur Unterscheidung oft den Zusatz „in Campo“ (deutsch: auf dem Feld) trugen, wurden 1485 zum Abbruch freigegeben, wobei ein Teil des Stifts noch als Michaeliskapelle stehen blieb. Letzte aufrecht stehende Baureste wurden erst zu Beginn des 19. Jahrhunderts abgebrochen.
Seit 1956 befindet sich auf dem Germansberg das Priesterseminar Speyer.